# Съюз на работническата социалдемократическа младеж
Съюзът на работническата социалдемократическа младеж е младежка организация на БРСДП (т.с.), създадена в Русе през 1912 г.
Наченки на младежко социалистическо движение в България има още при основаването на БСДП през 1891. Голяма част от участниците в Бузлуджанския конгрес са хора в младежка и юношеска възраст.
Централизирана организация обаче се учредява едва през август 1912 година. На I конференция в Русе се гласуват устав и централно ръководство. Връзката на младежкия съюз с партията на тесните социалисти е демонстрирана още тогава - на конференцията присъстват Георги Димитров от името на ЦК на БРСДП (т.с.) и Александър Георгов от името на ОРСС.
Съюзът участва в международни срещи на социалистическата младеж – на Младежкия социалистически интернационал в Базел от 1912 година и на I конференция на Международния съюз на младежките социалистически организации в Берн от 1915. Обявява се против Първата световна война и се включва в антивоенната агитация на БРСДП(т.с.). На II конференция на съюза от 1915 година се приема резолюция против участието на България във войната.
На III конференция от 1919 се преименува в Български комунистически младежки съюз.